# Syntemna oulankaensis
Syntemna oulankaensis is een muggensoort uit de familie van de paddenstoelmuggen (Mycetophilidae). De wetenschappelijke naam van de soort is voor het eerst geldig gepubliceerd in 2003 door Polevoi.